# Gerster
A Gerster régi német családnév.

## Híres Gerster nevű személyek
- Gerster Antal (1825–1897) magyar mérnök, az amerikai polgárháború tisztje
- Gerster Árpád (1848–1923) magyar származású New York-i sebész
- Gerster Béla (1850–1923) a Korinthoszi-csatorna tervezője
- Gerster Etelka (1855–1920) opera-énekesnő (szoprán), énektanár
- Gerster Jolán (1889–1957) zongoraművész és -tanár
- Gerster Kálmán (1850–1927) magyar építész
- Gerster Károly (1819–1867) magyar építész
- Gerster Mária (1843–1930) magyar festőművésznő
- Gerster Miklós (1862–1916) magyar vegyészmérnök
- Ottmar Gerster (1897–1969) német zeneszerző